# Éclipse solaire du 11 juin 1983
L'éclipse solaire du 11 juin 1983 est une éclipse solaire totale.

## Parcours
Le chemin de l'éclipse est passé par l'Indonésie (principalement l'ile de Java), la Papouasie-Nouvelle-Guinée, les Îles Salomon.